# Попадия (Леринско)
 Тази статия е за бившето село в Леринско.  За селото в Северна Македония вижте Попадия.  
Попадия  (на гръцки: Παπαδιά) е бивше село в Република Гърция, разположено на територията на дем Лерин (Флорина), област Западна Македония.

## География
Попадия се намира североизточно от Лерин на Стара река (или Брод, на гръцки Геропотамос) - приток на Сакулева, в подножието на планината Нидже (Ворас).

## История
В 1900 година според Васил Кънчов („Македония. Етнография и статистика“) в Пападия живеят 50 българи християни.
На Етнографската карта на Битолския вилает на Картографския институт в София от 1901 година Попадия е чисто българско село в Леринската каза на Битолския санджак с 6 къщи.
В началото на XX век цялото село е под върховенството на Българската екзархия. По данни на секретаря на екзархията Димитър Мишев („La Macédoine et sa Population Chrétienne“) в 1905 година Пападия (Papadia) има 48 българи екзархисти.
На 6 октомври 1907 година Попадия е нападнато от андартските капитани Димитриос Папавиерос и Емануил Кацигарис, които изгарят 12 къщи.
Боривое Милоевич пише в 1921 година („Южна Македония“), че Пападия (Пападиjа) има 20 къщи славяни християни.

## Личности
Родени в Попадия
- Вангел Димитровски (р. 1943), стоматолог от Репулика Македония
- Илия Попадийски (1861 – след 1943), български революционер, деец на ВМОРО
- Христо Стоянов Канзуров (1886 – ?), български революционер от ВМОРО, участник в Илинденско-Преображенското въстание, сътрудник на Илия Попадийски и Георги Попхристов, преселил се в Скопие в 1946 година[6]

Други
- Виктор Канзуров (р. 1971), новинар от Северна Македония с българско национално съзнание, по произход от Попадия